# Koinocystella inermis
Koinocystella inermis är en plattmaskart som beskrevs av Tor Karling 1952. Koinocystella inermis ingår i släktet Koinocystella och familjen Polycystididae. Inga underarter finns listade i Catalogue of Life.